# Wai Ren
Wai Ren (外壬), anche chiamato Bu Ren, nome proprio Zi Fa (子發) (fl. XVI secolo a.C.) fu un sovrano della Dinastia Shang. Regnò dal 1549 a.C. al 1534 a.C.
Nello Shiji (Memorie di uno storico) viene indicato da Sima Qian come l'undicesimo sovrano Shang, succeduto al fratello Zhong Ding (仲丁). Salì sul trono nell'anno dello Gengxu (庚戌), stabilendo Ao (隞) (attuale Xingyang) come sua capitale. Regnò per 15 anni (secondo gli Annali del bambù 10 anni) prima della sua morte. Venne insignito del nome postumo di Wai Ren e gli succedette il figlio He Dan Jia (河亶甲).
Alcune incisioni oracolari su osso rinvenuti a Yin Xu, invece, lo indicano come il decimo sovrano Shang, con nome postumo Bu Ren (卜壬) e che avrebbe avuto come successore, il figlio Jian Jia.

## Rivolte
Sotto il suo regno, i popoli vassalli, Pei (邳) e Xian (侁) si rivoltarono contro di lui.